# Csoda Kitty (televíziós sorozat)
A Csoda Kitty (eredeti cím: Unikitty) 2017 és 2020 között vetített amerikai televíziós flash animációs fantasy sorozat, amelyet Ed Skudder és Lynn Wang alkotott, a 2014-es A Lego-kaland című filmben megismert szereplő, Csoda Kitty főszereplésével.
Amerikában 2017. október 27-én Cartoon Network mutatta be. Magyarországon 2018. március 26-án mutatta be a Cartoon Network, és a Super TV2 is elérhető.

## Történet
Csoda Kitty kirepült a LEGO kalandból egyenesen a saját kalandokkal, izgalmakkal és bulikkal teli világába! A jó szíve mellé ugyan a rossz természete társul, de bármit megtenne, hogy boldoggá tegye a királyságát. A kisöccsével, Puppycornnal és rengeteg színes, új baráttal az oldalán Csoda Kitty élete tele van csillámokkal, szörnyek megleckéztetésével és szórakozással!

## Szereplők
| Szereplő        | Eredeti hang                          | Magyar hang        |
| --------------- | ------------------------------------- | ------------------ |
| Csoda Kitty     | Tara Strong Juliana Hansen (énekhang) | Haffner Anikó      |
| Puppycorn       | Grey DeLisle                          | Berecz Kristóf Uwe |
| Dr. Fox         | Kate Micucci                          | Andrádi Zsanett    |
| Richard         | Roger Craig Smith                     | Magyar Bálint      |
| Hawkodile       | Roger Craig Smith                     | Varga Rókus        |
| Frown Mester    | Eric Bauza                            | Varga Gábor        |
| Brock           | H. Michael Croner                     | Bor László         |
| Azaz            | Lucian Perez                          | Gyarmati Laura     |
| Pontvezető      | Eric Bauza                            | TBA                |
| Végzet Mester   | Grey Griffin                          | TBA                |
| Fájdalom Mester | Grey Griffin                          | TBA                |
| Batman          | Will Arnett                           | Széles Tamás       |

### Magyar változat
A szinkront a Turner Broadcasting System megbízásából az SDI Media Hungary készítette.
Magyar szöveg: Imri László (S01E01-02, 04, 06-09, 13, 16, 36), Kövesdi Miklós (1x03, 05, 10-12, 14-15, 17-35, 37-40; 2x01-30, 35-39; 3x06-24), Tóth Gábor (2x31-34, 40; 3x01-05)
Dalszöveg és zenei rendező: Weichinger Kálmán
Hangmérnök: Weichinger Kálmán (S01E02), Gajda Mátyás (S01E01, 03-19, 3x06, 14-24), Hollósi Péter (S01E20-29), Salgai Róbert (1x30-34, 37, 2x03-04, 20-30), Böhm Gergely (1x39-40; 2x08-10, 15-16, 18-19), Házi Sándor (1x35, 38; 2x01, 05-07, 11-14, 17), Hegede Béla (2x31-39, 40; 3x01-05, 07-13)
Vágó: Csabai Dániel (1x01-02, 04, 06-09, 13, 16, 36; 2x31-34, 40; 3x01-05), Hollósi Péter (S01E20-29), Pilipár Éva (1x03, 05, 10-12, 14-15, 17-19, 30-34, 37, 39-40; 2x02-04, 08-10, 15-16, 18-30), Házi Sándor (1x35, 38; 2x01, 05-07, 11-14, 17), Győrösi Gabriella (2x35-39; 3x07-13), Wünsch Attila (3x06, 14-24)
Gyártásvezető: Derzsi-Kovács Éva (S01E02), Molnár Melinda (S01E01, 03-40, 2x01-30), Újréti Zsuzsa (2x31-40; 3. évad)
Szinkronrendező: Dezsőffy Rajz Katalin (S01E02), Pupos Tímea (1x01, 03-40; 2-3. évad)
Produkciós vezető: Varga Fruzsina (S01E01-29, 36), Marjay Szabina (1x30-35, 37-40; 2-3. évad)
Felolvasó: Schmidt Andrea
További magyar hangok: Pipó László, Renácz Zoltán, Szabó Máté

## Epizódok
| Évad | Évad | Epizódok | Eredeti sugárzás   | Eredeti sugárzás    | Magyar sugárzás   | Magyar sugárzás   |
| Évad | Évad | Epizódok | Évadpremier        | Évadfinálé          | Évadpremier       | Évadfinálé        |
| ---- | ---- | -------- | ------------------ | ------------------- | ----------------- | ----------------- |
|      | 1    | 40       | 2017. október 27.  | 2019. február 4.    | 2018. március 26. | 2019. július 22.  |
|      | 2    | 40       | 2019. február 4.   | 2019. december 24.  | 2019. február 7.  | 2020. október 19. |
|      | 3    | 24       | 2019. december 24. | 2020. augusztus 27. | 2020. február 10. | 2020. október 27. |